# 尚吉永
尚吉永（法語：Champguyon，法語發音：[ʃɑ̃ɡɥijɔ̃]）是法国马恩省的一个市镇，属于埃佩尔奈区。

## 地理
尚吉永（48°46'34"N, 3°32'31"E）面积16.63 平方千米，位于法国大東部大區马恩省，该省份为法国东北部内陆省份，北起阿登省，西北接埃纳省，西南接塞纳-马恩省，南至奥布省，东南接上马恩省，东临默兹省。
与尚吉永接壤的市镇（或旧市镇、城区）包括：莫尔桑、莱塞萨尔莱塞扎讷、埃斯泰尔奈、茹瓦塞勒、讷维、拉努、特雷福勒。

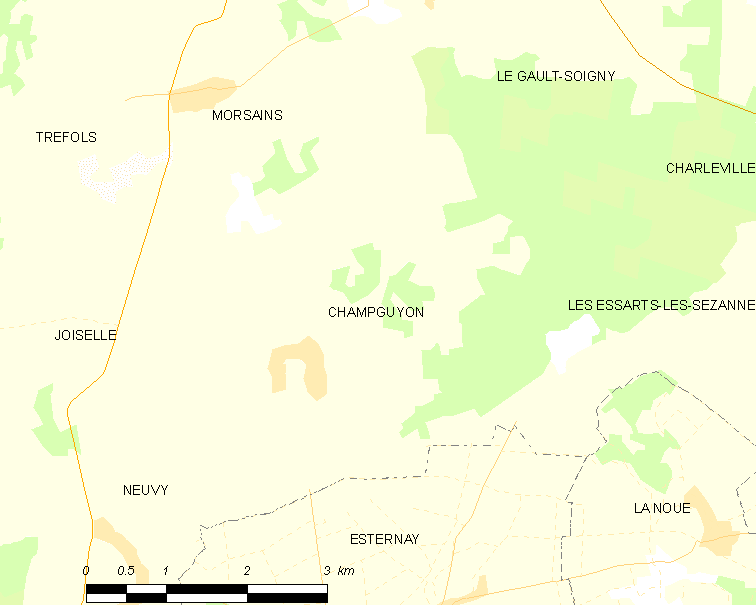
尚吉永的OSM定位图

尚吉永的时区为UTC+01:00、UTC+02:00（夏令时）。

## 行政
尚吉永的邮政编码为51310，INSEE市镇编码为51116。

## 政治
尚吉永所属的省级选区为塞扎讷-布里-香槟县。

## 人口

1962-2008年间尚吉永人口变化图示

尚吉永于2022年1月1日时的人口数量为296人。